# Wasserwirtschaftsamt Landshut
Das Wasserwirtschaftsamt Landshut ist eine von zwei Fachbehörden, die für die regionale Wasserwirtschaft in Niederbayern verantwortlich zeichnen. Der Zuständigkeitsbereich umfasst die Stadt Landshut sowie die Landkreise Landshut, Dingolfing-Landau und Kelheim.

## Geschichte
Ende des 19. Jahrhunderts gab es im Königreich Bayern 24 Straßen- und Flussbauämter. Ab 1908 wurden zusätzlich die ersten sogenannte Kulturbauämter eingerichtet, die dem Bayerischen Staatsministerium des Innern unterstanden. In diesem Zusammenhang entstand 1913 auch das Kulturbauamt Landshut. Im Zuge einer Vereinheitlichung der Verwaltung in Deutschland ab 1939  wurden die Kulturbauämter in Bayern am 11. Juni 1941 in Wasserwirtschaftsämter umbenannt. 1953 kam im Rahmen einer Verwaltungsreform der Flussbau zum Wasserwirtschaftsamt. Im Laufe der Entwicklung des Umweltschutzes kamen zum Ende des 20. Jahrhunderts weitere Aufgaben hinzu.

## Heute
Das Wasserwirtschaftsamt Landshut gehört heute zum Geschäftsbereich des Bayerischen Staatsministeriums für Umwelt und Verbraucherschutz, unmittelbar vorgesetzte Behörde ist die Regierung von Niederbayern, fachliche Oberbehörde ist das Bayerische Landesamt für Umwelt. In Bayern gibt es derzeit 17 Wasserwirtschaftsämter.
Die wichtigsten Flüsse, für die das Wasserwirtschaftsamt Landshut zuständig ist, sind die Donau im Landkreis Kelheim, die Isar in der Stadt Landshut und den Landkreisen Landshut und Dingolfing-Landau, sowie die Vils in den Landkreisen Landshut und Dingolfing-Landau. Bei vielen Projekten zur naturnahen Gestaltung der regionalen Gewässer ist die Zusammenarbeit in gemeinsamen Projekten mit anderen Stellen und Organisationen nach dem sogenannten „Landshuter Modell“ beispielgebend.
Darüber hinaus zeugen viele Projekte zum Hochwasserschutz von der Arbeit des Wasserwirtschaftsamtes Landshut. Beispiele sind
- Hochwasserschutz für das Kloster Weltenburg
- Flutmulde Landshut
- Vilstalsee

## Aufgaben & gesetzliche Grundlagen
Zu den Aufgaben des Wasserwirtschaftsamtes Landshut zählen insbesondere
- der Schutz des Grundwassers mithilfe der Überwachung von 200 Messstellen für den Grundwasserstand und 52 Messstellen für die Qualität des Grundwassers
- der Schutz der Flüsse, Bäche und Seen durch die Beratung und Überwachung von 96 kommunalen Kläranlagen und 140 gewerblichen und industriellen Kläranlagen
- der Schutz des Bodens vor Erosion, Verdichtung, Auslaugung, Versiegelung oder Schadstoffüberfrachtung
- der Schutz des Menschen vor Hochwasser durch die Planung und den Bau von Hochwasserschutzanlagen (derzeit 106 km Deiche, 27 Schöpfwerke und der Vilstalsee als Hochwasserrückhaltebecken)
- die Entwicklung intakter und naturnaher Gewässerabschnitte an den staatlichen Gewässern
- die Beratung von Kommunen und Bürgern bei wasserwirtschaftlichen Themen
- die Förderung von Kommunen bei wasserwirtschaftlichen Vorhaben nach der Zuwendungsrichtlinie RZWas2021

Ein Großteil dieser Aufgaben ist auf die Europäische Wasserrahmenrichtlinie (WRRL) und die Europäische Hochwasserrisikomanagementrichtlinie (HWRM-RL) zurückzuführen. Diese wiederum wird durch das Wasserhaushaltsgesetz (WHG) in nationales Recht und durch das bayerische Wassergesetz (BayWG) in Landesrecht umgesetzt.

## Amtsbezirk
Im Folgenden ist der Amtsbezirk des Wasserwirtschaftsamt Landshut dargestellt. Die staatlichen Gewässer sind in blauer Farbe hervorgehoben.
Es handelt sich dabei um die Gewässer Donau, Isar, Abens, Vils, Ilm, Pfettrach, Sempt, kleine und große Laber, Schambach, Aiterach, Reißinger Bach, Kollbach.
Das Hauptamt sowie die vier Außenstellen sind in roter Farbe hervorgehoben.

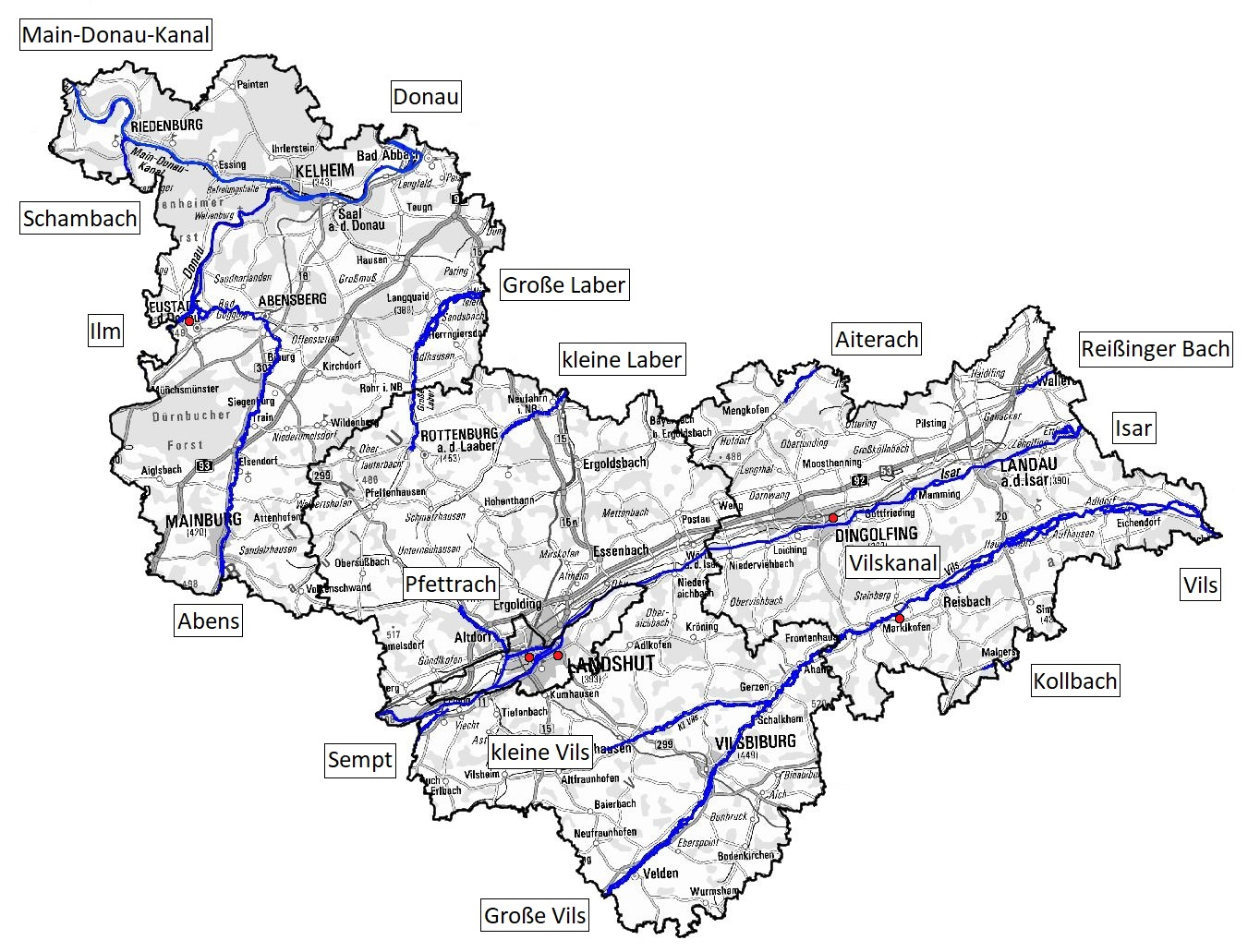
Staatliche Gewässer am Wasserwirtschaftsamt Landshut

## Standorte
Das Wasserwirtschaftsamt Landshut (Hauptamt) befindet sich in der Seligenthaler Str. 12, 84034, Landshut.
Die Flussmeisterstelle Neustadt betreut die Gewässerunterhaltung im Landkreis Kelheim und befindet sich an der alten Donaustraße 52, 93333, Neustadt a. d. Donau.
Die Flussmeisterstelle Landshut betreut die Gewässerunterhaltung in der Stadt Landshut und im Landkreis Landshut und befindet sich an der Karl-Stadler-Weg 2, 84028, Landshut.
Die Flussmeisterstelle Dingolfing betreut die Gewässerunterhaltung im Landkreis Dingolfing-Landau und befindet sich an der Krummauer Straße 8, 84130, Dingolfing.
Die Betriebsstelle Vilstalsee betreibt das gleichnamige Hochwasserrückhaltebecken und befindet sich an der Reisbacher Straße 71, 84163, Marklkofen.

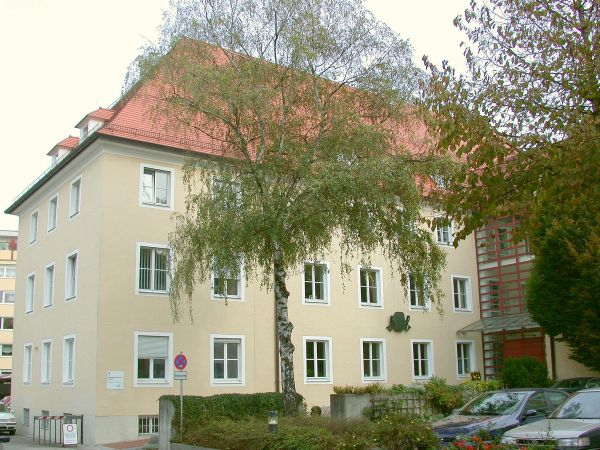
Wasserwirtschaftsamt Landshut
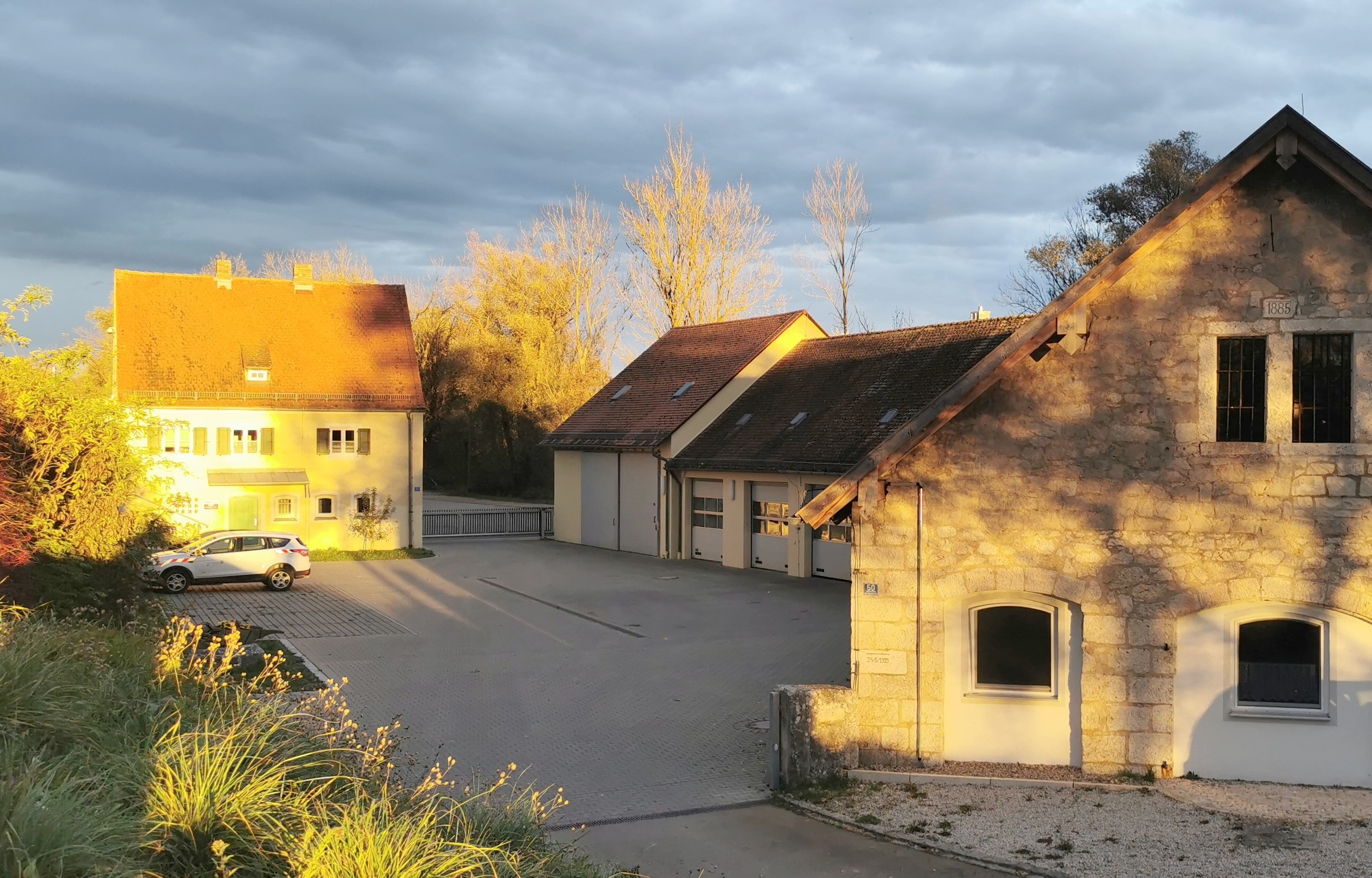
Flussmeisterstelle Neustadt
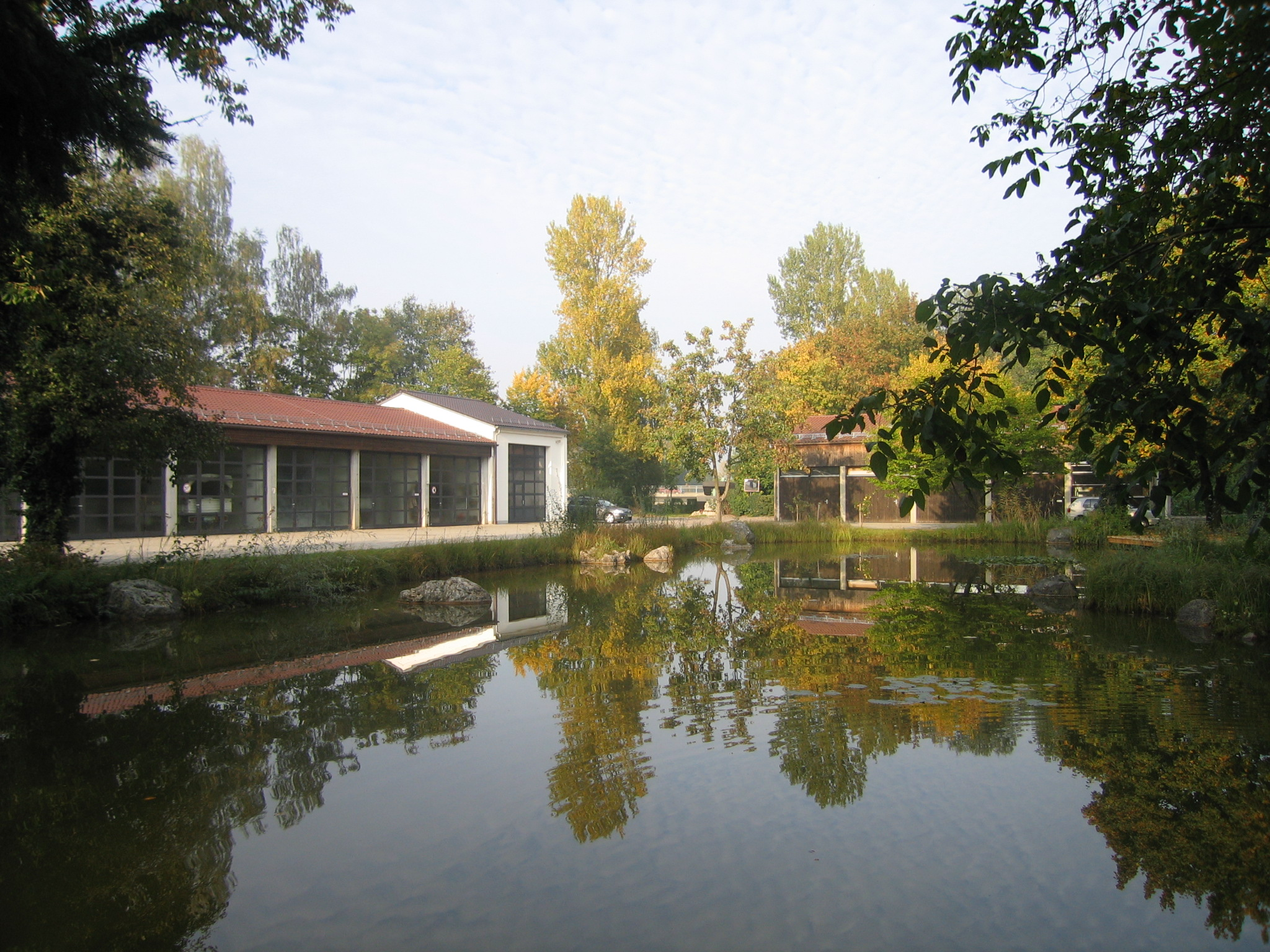
Flussmeisterstelle Landshut
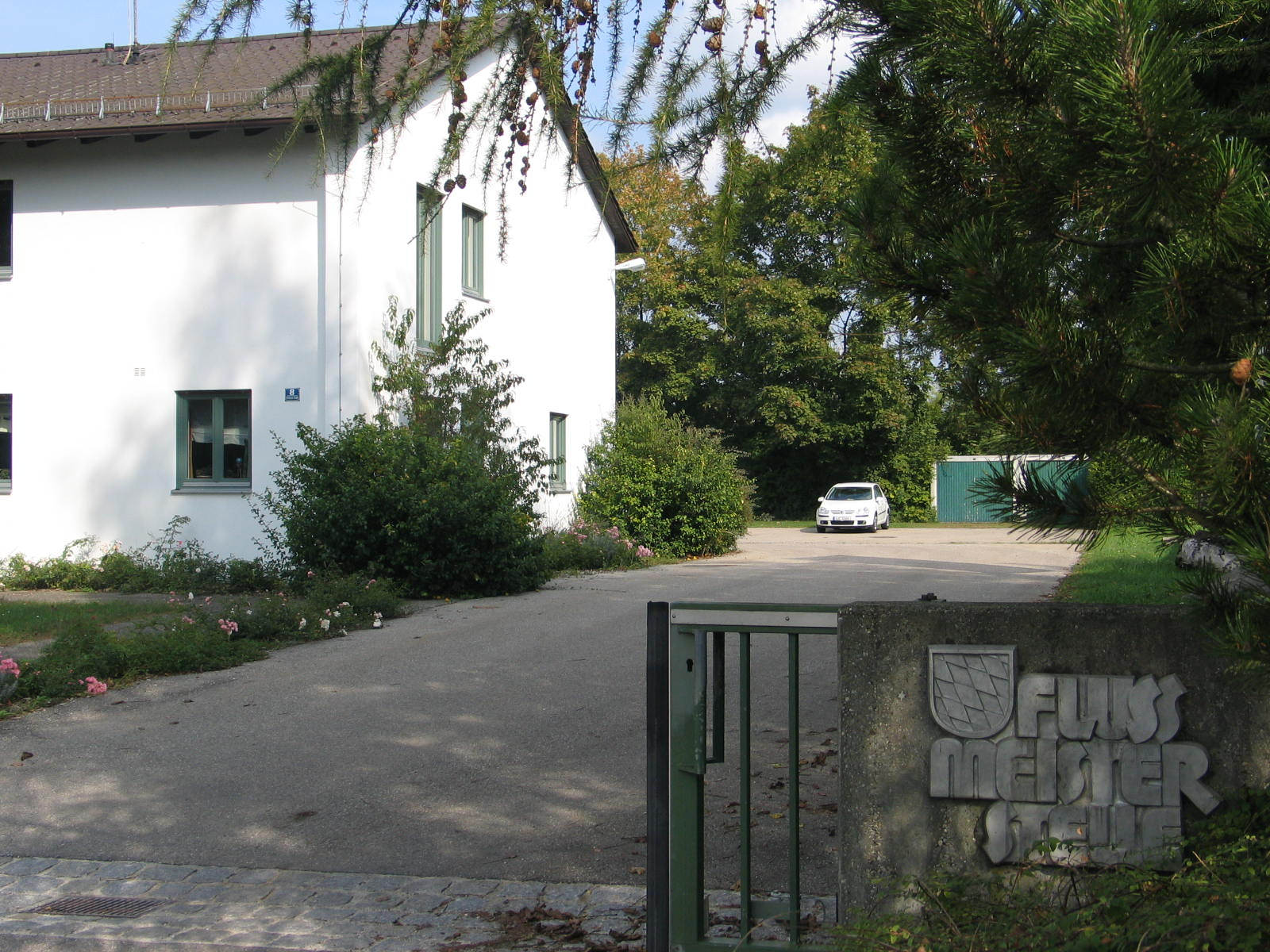
Flussmeisterstelle Dingolfing
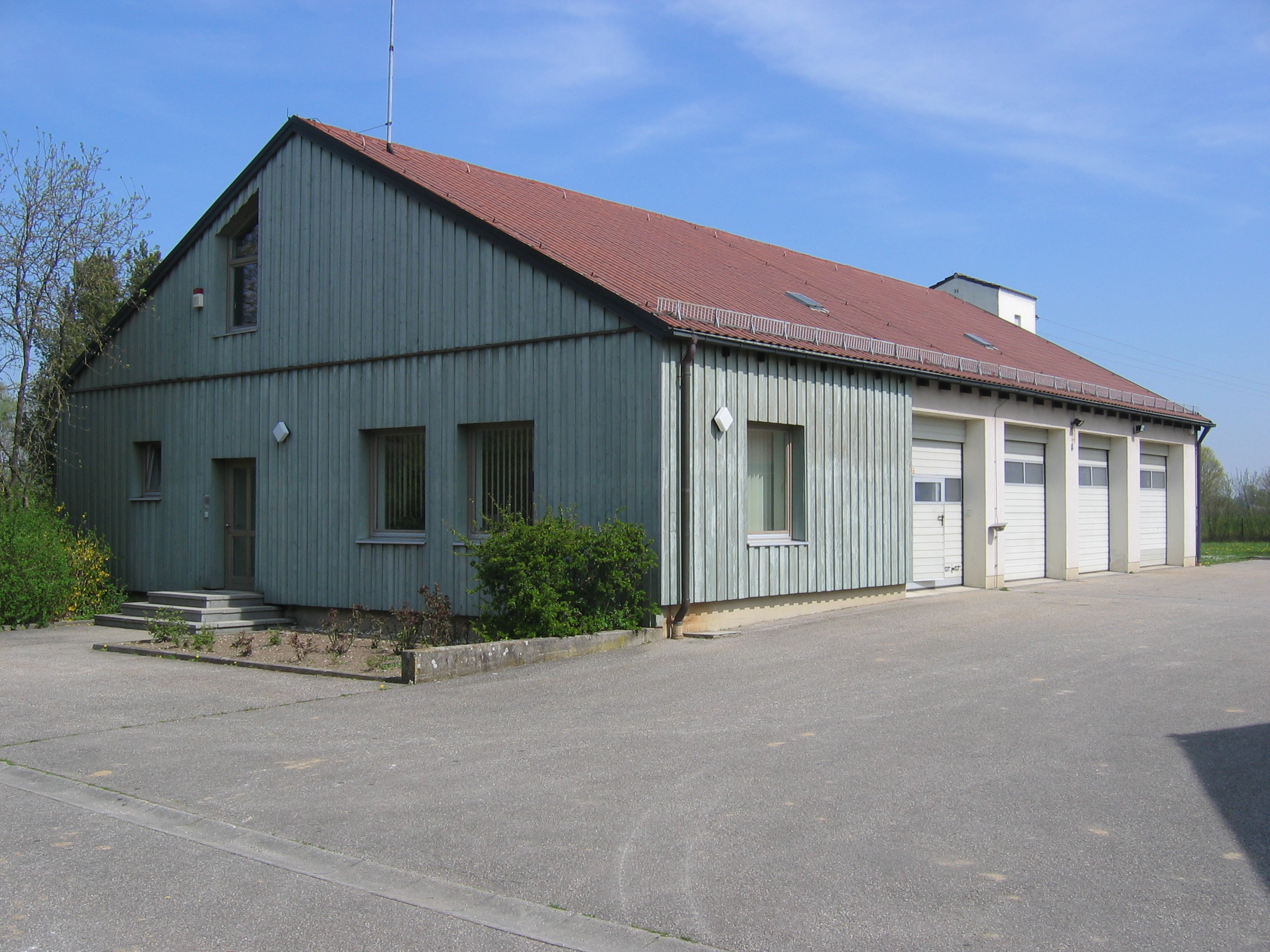
Betriebsstelle Vilstalsee